# 褚孝泉
褚孝泉（1954年1月—），浙江吴兴人，中国语言学学者，复旦大学外国语言文学学院教授。研究方向为理论语言学，语言学思想史，社会语言学，句法学、符号学等。

## 生平
1966年小学毕业后赶上文化大革命。1977年参加恢复后的首次高考。1982年毕业于华东师范大学外文系。同年赴法国马赛第一大学（普罗旺斯大学）学习现代语言学，1987年获博士学位。同年回国，进入复旦大学外文系任教。1996年晋升教授。
2009年，受聘为国务院学位委员会第六届学科评议组外国语言文学评议组成员。2014年10月，获得中法建交“50年50人”表彰。2019年11月，受聘为复旦大学图书馆首批特藏特聘专家。2023年，获得中国翻译协会“资深翻译家”表彰。

## 出版物
- 《英语笔译综合能力》
- 《汉法实用文读》
- 《语言哲学》
- 《语言科学探源》
- 《法语语言学导论》